# Plinia cubensis
Plinia cubensis là một loài thực vật có hoa trong Họ Đào kim nương. Loài này được (Griseb.) Urb. miêu tả khoa học đầu tiên năm 1919.